# Philipp E. Kümpel

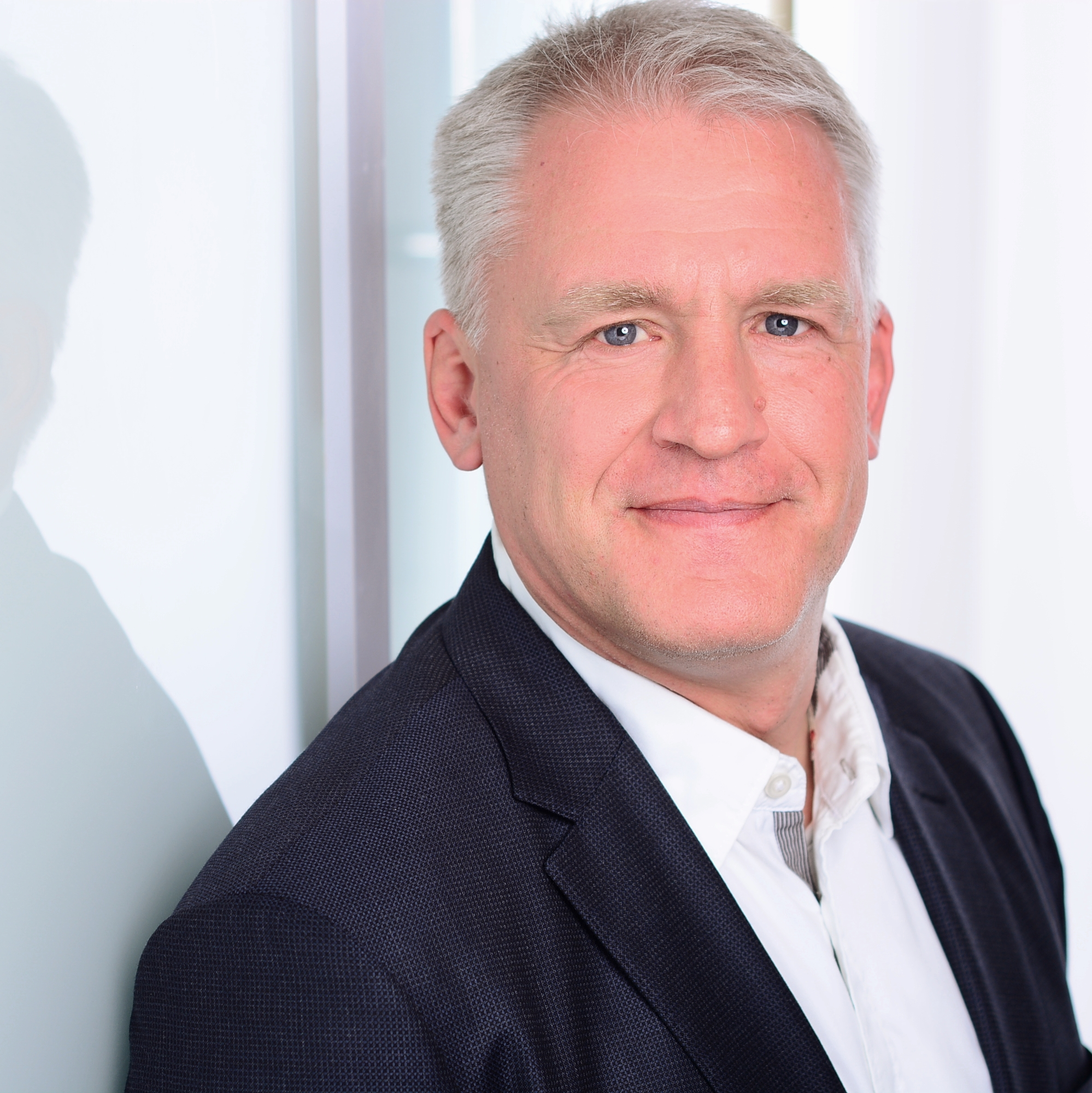
Philipp E. Kümpel (2017)

Philipp Edward Kümpel (* 29. Januar 1968 in Stade) ist ein deutscher Buchautor, Musiker und Filmkomponist.

## Leben
Kümpel studierte klassische Musik an der Saarbrücker Hochschule für Musik Saar im Hauptfach Kontrabass. Danach war er acht Jahre lang als Kontrabassist tätig und spielte unter Dirigenten wie Justus Frantz, Mstislaw Rostropowitsch und Valeri Gergiev. Als Komponist für Theatermusiken wurde Kümpel mehrfach ausgezeichnet, unter anderem mit dem Kunst und Kulturpreis 2001 der Stadt Zeitz.
Kümpel komponierte zusammen mit seinem Partner Andreas Moisa unter anderem die Filmmusik zu Florence Miailhes Animationsfilm Die Odyssee, zur ZDF-Serie SOKO Leipzig und zur Geschichte Mitteldeutschlands und schrieb das Buch Filmmusik in der Praxis für Filmemacher.
Er lehrte 2010 als Dozent für Filmmusik an Musikhochschule Leipzig sowie am SAE Institute Leipzig. In seiner Freizeit surft er für das film-scoring.de-Team bei der Deutschen Windsurf- und Wingmeisterschaft.

## Filmografie (Auswahl)
- 2004: Anekdote zur Senkung der Arbeitsmoral  (Kurzfilm)
- 2006: Der blaue Affe
- 2007: Krimi.de (TV-Serie, 3 Folgen)
- 2007: Der Schatz der Nibelungen (TV)
- 2009: Kriegskinder (TV-Serie, 4 Folgen)
- 2010: Tender Son: Das Frankenstein Projekt (TV)
- 2012: Henry van de Velde. Leben als Gesamtkunstwerk (TV)
- 2013: In bester Verfassung (TV)
- 2015: Platonow (TV)
- 2009–2016: Geschichte Mitteldeutschlands (TV-Serie, 31 Folgen)
- 2009–2022: SOKO Leipzig (TV-Serie, 80 Folgen)
- 2020: Ein Hoch auf das Mammut (Here’s to the Mammoth) (Kurzfilm)
- 2021: Die unheimliche Leichtigkeit der Revolution (TV)
- 2021: Die Odyssee (La traversée)
- 2021: Große Mythen aufgedeckt (TV-Serie, 2 Folgen)
- 2022: Egostory[9] (DOKU-Serie)
- 2023: Im Labyrinth der Lügen[10] (TV-Serie)
- 2024 Auf Messers Schneide - Eine Geschichte der Chirurgie[11] (TV Movie)